# 프로스펙트 볼셰비코프역
프로스펙트 볼셰비코프 역(러시아어: Проспект Большевиков)은 러시아 상트페테르부르크 시에 있는 상트페테르부르크 지하철 프라보베레즈나야 선의 역이다. 1985년 12월 30일 프라보베레즈나야선 개통 당시 노선 최초의 종착역이었다.